# Fred van der Hoorn
Fred van der Hoorn ('s-Hertogenbosch, 12 oktober 1963) is een Nederlands voormalig voetballer die dienst deed als verdediger. Het grootste deel van zijn loopbaan speelde hij voor FC Den Bosch.

## Clubcarrière
Van der Hoorn werd geboren in 's-Hertogenbosch en begon zijn carrière bij de jeugd van RKVV Wilhelmina. Later maakte hij de overstap naar BVV 's-Hertogenbosch. Nadien maakte hij een transfer naar het grote FC Den Bosch. In 1985 debuteerde hij er in het eerste elftal als invaller in een wedstrijd tegen het toenmalige HFC Haarlem. In 1989 maakte hij een buitenlandse transfer naar het Schotse Dundee United FC, waar hij in 1994 de Scottish Cup met zijn ploeg wist te winnen. Eind 1989 verhuisde hij naar de Belgische toenmalige eersteklasser Eendracht Aalst. Halverwege het seizoen 1996-1997 keerde van der Hoorn terug naar zijn eerste ploeg, FC Den Bosch. Na zijn terugkeer werd hij jarenlang de onbetwiste aanvoerder van de club. In die rol won hij tweemaal het Kampioensschild van de Nederlandse Eerste divisie. Aan het eind van het seizoen 2001-2002 zette van der Hoorn, op 38 jarige leeftijd, na 520 wedstrijden, waarvan ruim de helft in ‘Bossche dienst’, een punt achter zijn voetbalcarrière.

## Trainerscarrière
Eind 2002 werd van der Hoorn, na zijn pensioen als professioneel voetballer, algemeen directeur van FC Den Bosch. Hij bleef in deze functie tot 2009. In het najaar van 2009 werd hij er voor enkele maanden trainer. Na zijn passage als interim-trainer kreeg van der Hoorn, ook in 2009, de verantwoordelijkheid als directeur voor het spelersbeleid. Dit tot midden 2016. In het najaar van 2016, kreeg hij voor één jaar de functie als hoofdscout toegewezen binnen FC Den Bosch. Tussen 2014 en 2015 was van der Hoorn ook even assistent-trainer bij het eerste team. Sedert begin 2018 is hij directeur-eigenaar (en ook oprichter) van FSM (Fred Sport Management).

## Clubstatistieken
| seizoen | club             | land      | competitie       | wedstrijden | doelpunten |
| ------- | ---------------- | --------- | ---------------- | ----------- | ---------- |
| 1984/85 | FC Den Bosch     | Nederland | Eredivisie       | 10          | 0          |
| 1985/86 | FC Den Bosch     | Nederland | Eredivisie       | 14          | 0          |
| 1986/87 | FC Den Bosch     | Nederland | Eredivisie       | 29          | 0          |
| 1987/88 | FC Den Bosch     | Nederland | Eredivisie       | 30          | 1          |
| 1988/89 | FC Den Bosch     | Nederland | Eredivisie       | 30          | 3          |
| 1989/90 | Dundee United FC | Schotland | Premier Division | 31          | 2          |
| 1990/91 | Dundee United FC | Schotland | Premier Division | 31          | 1          |
| 1991/92 | Dundee United FC | Schotland | Premier Division | 41          | 1          |
| 1992/93 | Dundee United FC | Schotland | Premier Division | 32          | 0          |
| 1993/94 | Dundee United FC | Schotland | Premier Division | 29          | 0          |
| 1994/95 | Eendracht Aalst  | België    | Jupiler League   | 32          | 0          |
| 1995/96 | Eendracht Aalst  | België    | Jupiler League   | 29          | 1          |
| 1996/97 | Eendracht Aalst  | België    | Jupiler League   | 14          | 1          |
| 1996/97 | FC Den Bosch     | Nederland | Eerste divisie   | 20          | 2          |
| 1997/98 | FC Den Bosch     | Nederland | Eerste divisie   | 27          | 0          |
| 1998/99 | FC Den Bosch     | Nederland | Eerste divisie   | 28          | 0          |
| 1999/00 | FC Den Bosch     | Nederland | Eredivisie       | 32          | 4          |
| 2000/01 | FC Den Bosch     | Nederland | Eerste divisie   | 29          | 2          |
| 2001/02 | FC Den Bosch     | Nederland | Eredivisie       | 32          | 4          |